# Hisonotus maculipinnis
Hisonotus maculipinnis är en fiskart som först beskrevs av Regan 1912.  Hisonotus maculipinnis ingår i släktet Hisonotus och familjen Loricariidae. Inga underarter finns listade i Catalogue of Life.